# محمد غريط
محَّمد بن محمد بن عبد الله غرّيط الأندلسي المشهور بمحَّمد غرّيط (توفي 1280 هـ / 1863م) فقيه وأديب ووزير مغربي.
تعود أصول أسلافه للأندلس، ولد بمكناس وفيها تعلم، وانتقل إلى فاس، وعمل كاتبا عند الوزير محمد بن إدريس العمراوي حتى ولاه المولى عبد الرحمن الصدارة العظمى، فمكث فيها مدة قصيرة حتى عزله وخلفه محمد بن عبد الله الصفار. وعمل كاتبا مع الصفار في عهد المولى محمد بن عبد الرحمن. توفي بفاس سنة 1280هـ وهو يناهز الستين سنة. شغل ابنه محمد بن محمد غريط كاتبا عند موسى بن أحمد ومحمد بن العربي الجامعي، وحفيده الأديب محمد غريط مؤلف فواصل الجمان في أنباء وزراء وكتّاب الزمان.